# William Napier
Pour les articles homonymes, voir William Napier (homonymie) et Napier.
William Ewart Napier est un joueur d'échecs britannique puis américain né le 27 janvier 1881 à East-Duwich ou Camberwell (borough londonien de Southwark) et mort le 6 septembre 1952 à Washington (district de Columbia). Il remporta le premier championnat de Grande-Bretagne en 1904 et battit deux fois en match Frank Marshall.

## Biographie et carrière
Napier naquit en 1881 en Angleterre. Ses parents émigrèrent aux États-Unis en 1886 et il grandit à New York. En 1897, il remporta le championnat du Brooklyn Chess Club de New York à seize ans. La même année, il battit Wilhelm Steinitz dans le tournoi de Thousand Islands (tournoi à 3 où il finit dernier derrière Steinitz et S. Lipschütz) et Frank Marshall en match (7 à 1 et 3 parties nulles). En 1901, William Napier finit deuxième du tournoi de la New York State Chess Association à Buffalo (New York), puis revint en Europe dans le but d'étudier la musique mais il consacra la plupart de son temps à étudier les échecs. Il disputa plusieurs tournois en Europe. Il finit onzième du tournoi de Monte Carlo 1902 et remporta le cinquième prix lors du tournoi d'Hannovre 1902 Lors de ce tournoi, il battit Pillsbury et reçut un prix de beauté pour sa partie contre Bardeleben.
Lors du premier championnat de Grande-Bretagne, il finit premier ex æquo avec Henry Atkins, puis il remporta le match de départage (3 à 1). La même année, il finit douzième du tournoi de Cambridge Springs remporté par Frank Marshall devant Emanuel Lasker. En 1905, il remporta un match thématique contre Frank Marshall (3,5 à 1,5), annula un match contre Jacques Mieses (5 à 5), puis il arrêta les échecs. En 1908, il obtint la nationalité américaine, épousa une nièce de Harry Nelson Pillsbury et se consacra à son métier d'assureur.